# العلاقات الغانية الكيريباتية
العلاقات الغانية الكيريباتية هي العلاقات الثنائية التي تجمع بين غانا وكيريباتي.

## مقارنة بين البلدين
هذه مقارنة عامة ومرجعية للدولتين:
| وجه المقارنة                                              | غانا         | كيريباتي                        |
| --------------------------------------------------------- | ------------ | ------------------------------- |
| المساحة (كم2)                                             | 238.53 ألف   | 811                             |
| عدد السكان (نسمة)                                         | 26.91 مليون  | 116.40 ألف                      |
| الكثافة السكانية (ن./كم²)                                 | 112.82       | 14.35 ألف                       |
| العاصمة                                                   | أكرا         | جنوب تاراوا                     |
| اللغة الرسمية                                             | لغة إنجليزية | لغة إنجليزية، اللغة الكيريباتية |
| العملة                                                    | سيدي غاني    | دولار كريباتي، دولار أسترالي    |
| الناتج المحلي الإجمالي (بليون دولار)                      | 47.33 مليار  | 196.15 مليون                    |
| الناتج المحلي الإجمالي (تعادل القوة الشرائية) بليون دولار | 115.41 مليار | 224.26 مليون                    |
| الناتج المحلي الإجمالي الاسمي للفرد دولار أمريكي          | 1.37 ألف     | 1.42 ألف                        |
| الناتج المحلي الإجمالي للفرد دولار أمريكي                 | 4.08 ألف     | 1.81 ألف                        |
| مؤشر التنمية البشرية                                      | 0.579        | 0.590                           |
| رمز المكالمات الدولي                                      | +233         | +686                            |
| رمز الإنترنت                                              | .gh          | .ki                             |
| المنطقة الزمنية                                           | 00           |                                 |

## منظمات دولية مشتركة
يشترك البلدان في عضوية مجموعة من المنظمات الدولية، منها:
| علم المنظمة | اسم المنظمة                                 | تاريخ انضمام غانا | تاريخ انضمام كيريباتي |
| ----------- | ------------------------------------------- | ----------------- | --------------------- |
|             | مؤسسة التنمية الدولية                       | 29 ديسمبر 1960    | 2 أكتوبر 1986         |
|             | يونسكو                                      | 11 أبريل 1958     | 24 أكتوبر 1989        |
|             | الأمم المتحدة                               | 8 مارس 1957       | 14 سبتمبر 1999        |
|             | مجموعة دول أفريقيا والكاريبي والمحيط الهادئ | ?                 | ?                     |
|             | دول الكومنولث                               | ?                 | ?                     |
|             | الاتحاد البريدي العالمي                     | ?                 | ?                     |
|             | البنك الدولي للإنشاء والتعمير               | 20 سبتمبر 1957    | 29 سبتمبر 1986        |
|             | الاتحاد الدولي للاتصالات                    | 17 مايو 1957      | 3 نوفمبر 1986         |
|             | منظمة حظر الأسلحة الكيميائية                | ?                 | ?                     |
|             | مؤسسة التمويل الدولية                       | 3 أبريل 1958      | 2 أكتوبر 1986         |

## وصلات خارجية
- موقع وزارة الخارجية الغانية